# Route der Industriekultur – Eisen & Stahl
Eisen & Stahl ist der Name der Themenroute 27 der Route der Industriekultur – ein Projekt des Regionalverbandes Ruhr (RVR), das als touristische Themenstraße Industriedenkmäler des Ruhrgebiets verbindet und 56 Hauptattraktionen beinhaltet.
Die Themenroute wurde im Dezember 2020 veröffentlicht und enthält 99 Stationen. Sie dokumentiert die wechselvolle Geschichte der Eisen- und Stahlindustrie in der Region. In Wort und Bild werden Hintergründe der industriellen Entwicklung ab der Mitte des 19. Jahrhunderts erläutert. Vorher lag der Schwerpunkt des Eisenhüttenwesens noch in Südwestfalen. Nachdem Koks anstelle von Holzkohle zur Erzeugung von Roheisen in den Hüttenwerken eingesetzt wurde und die Entwicklung der Dampfmaschine den Bergbau vorantrieb, konnte sich das Ruhrgebiet mit seinen reichen Steinkohlevorräten als ein idealer Standort etablieren. Während 1830 es erst drei Hüttenwerke im Ruhrgebiet gab (St. Antony-Hütte, Hütte Gute Hoffnung und Hütte Neu-Essen) entstanden von 1850 bis 1860 mehr als zehn neue Werke mit insgesamt 27 Hochöfen. Zusätzlich erwies sich die verkehrsgünstige Lage an Rhein und Ruhr als weiterer Standortvorteil beim Absatz in weiter entfernt liegende Gebiete.

## Haltepunkte
Die Stationen der Route wandern von West nach Ost durch das Ruhrgebiet und sind nach Städten zusammengefasst.
Symbole:

 Besucherzentrum

 Ankerpunkt

 Panorama

 Siedlung.

### Duisburg
- Alsumer Berg
- August Thyssen-Hütte
- Thyssen-Werksbahn
- Alte Thyssen-Hauptverwaltung
- Neue Thyssen-Hauptverwaltung
- Matenatunnel
- Haus Hartenfels
- Tausendfensterhaus
- ArcelorMittal Werk Ruhrort (vormals Phoenix-Hütte)
- Landschaftspark Duisburg-Nord
- DK Recycling
- DEMAG (heute Siemens)
- Klöckner Silberpalais (1978 eröffnete Gebäude in Neudorf)
- Tiger & Turtle
- ThyssenKrupp Steel Grobblechwalzwerk in Hüttenheim
- Hüttenwerke Krupp Mannesmann (HKM)
- Siedlung Hüttenheim
- Krupp Hüttenwerke Tor 1
- Beamtensiedlung Bliersheim und Casino Krupp
- Margarethensiedlung
- Brücke der Solidarität

### Oberhausen
- Siedlung Eisenheim
- Siedlung Grafenbusch
- Gasometer Oberhausen
- Werksgasthaus der Gutehoffnungshütte
- Gusseiserner Eingangsbogen der Gutehoffnungshütte
- Hauptlagerhaus der Gutehoffnungshütte
- Hauptverwaltung der Gutehoffnungshütte
- Turbinenhalle
- Siedlung Ripshorster Straße
- HOAG-Bahntrasse
- St. Antony-Hütte

### Mülheim an der Ruhr
- Friedrich Wilhelms-Hütte
- Mannesmannröhren-Werke
- Villa Josef Thyssen
- Villa Fritz Thyssen

### Essen
- ThyssenKrupp Quartier
- Stammhaus Krupp
- Ehemalige Krupp-Hauptverwaltung
- Tiegelgussdenkmal
- Colosseum Theater Essen
- Ehemaliges Press- und Hammerwerk
- Lokomotivfabrik und Werksbahn Krupp
- Widia-Fabrik
- Alfred-Krupp-Denkmal an der Marktkirche
- Gedenkstein Walkmühle
- Villa Hügel
- Familienfriedhof Krupp
- Margarethenhöhe
- Halbachhammer
- Eisenhammer im Deilbachtal
- Schloss Landsberg

### Gelsenkirchen

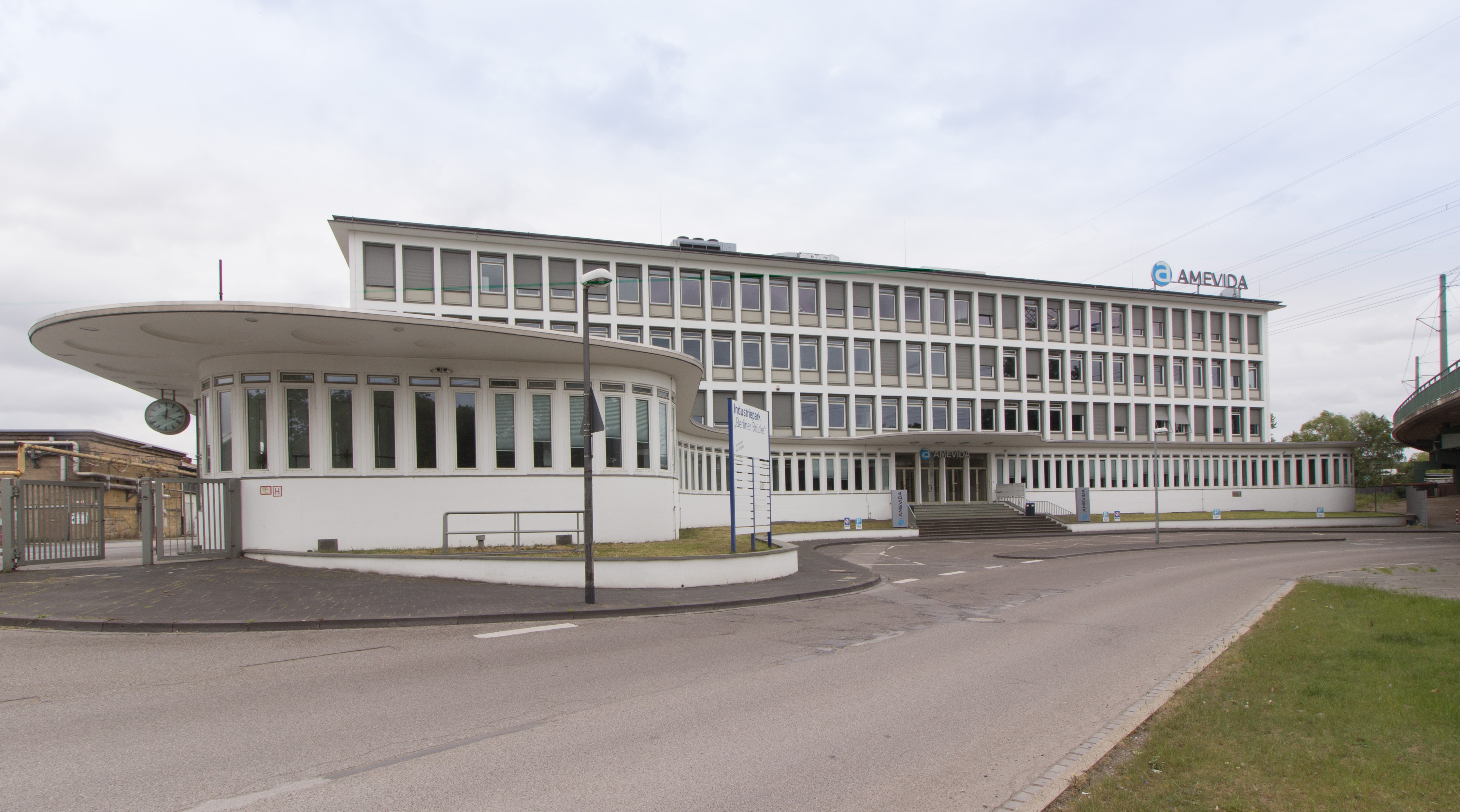
Ehemaliges Verwaltungsgebäude Thyssen-Draht

- Ehemaliges Verwaltungsgebäude Gussstahlwerk, siehe Liste der Baudenkmäler in Gelsenkirchen Denkmalnummer 17, von 1993 bis 2016 Sitz des Arbeitsgerichts Gelsenkirchen
- Schalker Verein, Torhäuser
- Ehemaliges Verwaltungsgebäude Thyssen-Draht, siehe Liste der Baudenkmäler in Gelsenkirchen Denkmalnummer 288

### Bochum
- Bochumer Verein Verkehrstechnik
- Jahrhunderthalle Bochum
- Westpark
- Colosseum

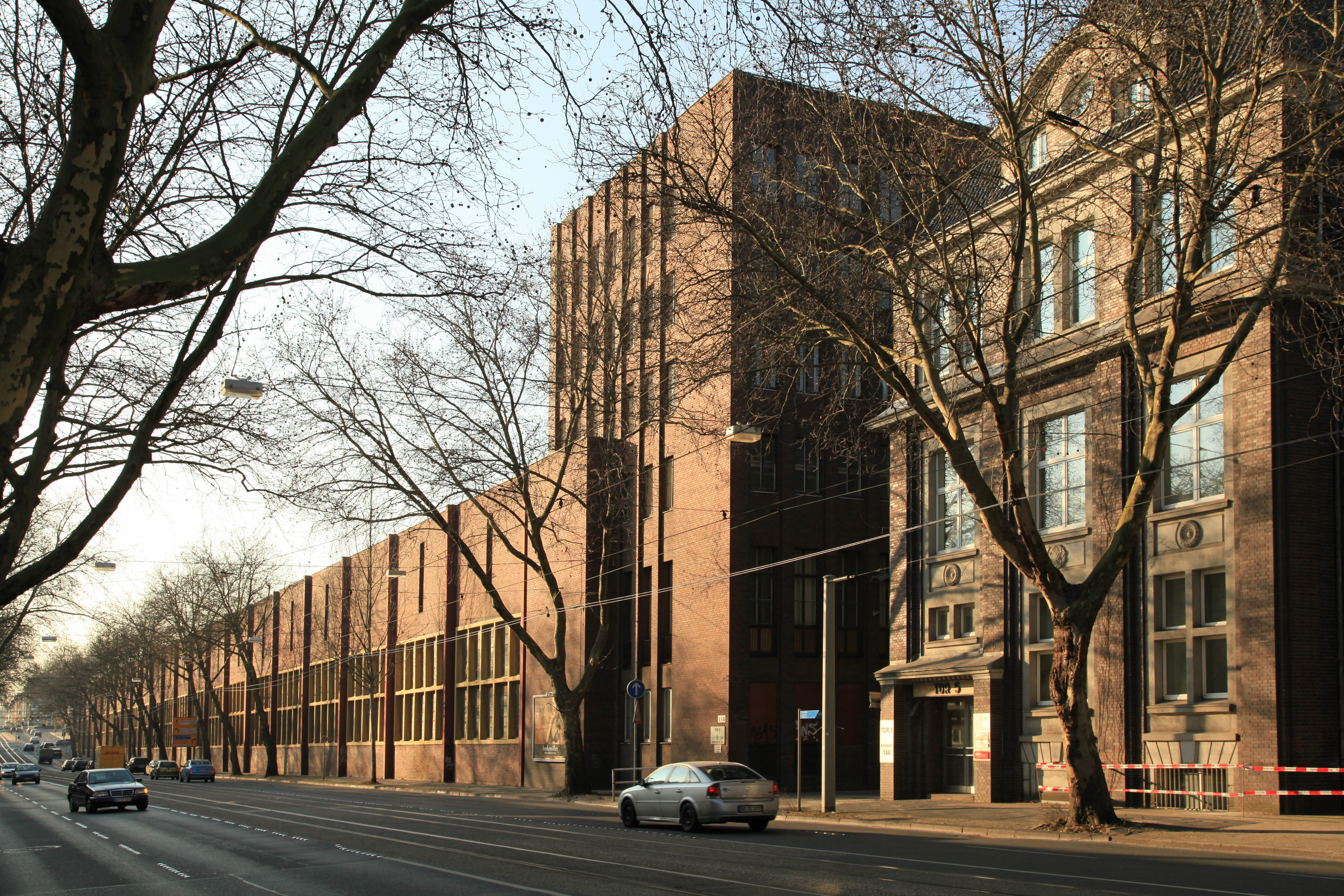
Mechanische Werkstätten des Bochumer Vereins

- Mechanische Werkstätten des Bochumer Vereins
- Siedlung Stahlhausen
- Erzbahn
- Villa Baare
- Bochumer Verein, Werk Stahlindustrie
- Bochumer Verein, Werk Höntrop
- Rombacher Hütte
- Stahlwerke Bochum
- Opel (mit dem Werk Bochum I)

### Hattingen
- Henrichshütte
- Gartenstadt Hüttenau

### Witten
- Steinhauser Hütte
- Edelstahlwerk Witten
- Berger-Denkmal
- Haus Berger
- Edelstahlfabrik Lohmann

### Wetter
- Burg Wetter
- DEMAG Cranes, Wetter

### Dortmund
- Verwaltungsgebäude Union
- DASA – Arbeitswelt Ausstellung
- Gräber der Familie Hoesch auf dem Ostfriedhof
- Westfalenhütte
- Hoesch-Museum
- Phoenix West
- Hörder Burg
- Phoenix-See
- Weichenbauhalle der ehemaligen Maschinenfabrik Deutschland

### Hagen/Ennepe-Ruhr-Kreis
- Haus Harkorten
- Harkortsche Kohlenbahn
- Freilichtmuseum Hagen
- Deutsche Edelstahlwerke, Werk Hagen
- ThyssenKrupp Hohenlimburg
- Kaltwalzindustrie im Nahmertal
- Industrie-Museum Ennepetal in den Gebäuden der Eisengießerei F.W. Kruse KG
- Krenzer Hammer, siehe Liste der Baudenkmäler in Breckerfeld Denkmalnummer 39
- Straßenindustriemuseum Ennepetal

### Fröndenberg
- Kettenschmiedemuseum

### Lünen
- „Kantine Westfalia“

### Hamm
- Böhler Welding
- Westfälische Drahtindustrie